# Ярослав Лемик
Ярослав Лемик (нар. 23 травня 1985 Львів, Україна) — український баскетболіст, центровий румунського клубу «Фенікс» (Галац).

## Життєпис
На юнацькому рівні виступав за Національний університет «Львівська політехніка». Дорослу баскетбольну кар'єру розпочав 2008 році в білоруському клубі СБК «Гродно-93». Потім повернувся до України, де виступав за сумський «Сумихімпром». У 2009 році знову грав у Білорусі, захишав кольори «Віталюра» (Мінськ). Проте вже незабаром повернувся до України, де підсилив «Політехніку-Галичину». Потім знову виступав за білоруський СБК «Гродно-93». У 2011 році знову повернувся до України, де грав за франківську «Говерлу» та «Політехніку-Галичину». У 2014 році перебрався до Франції, де захищав кольори місцевого клубу другого дивізіону «Шарлевіль-Мезьєр» з однойменного міста. З 2015 року виступав за румунський клуб «Фенікс» (Галац).

## Скандали
У вересні 2015 року отримав пожиттєву дискваліфікацію від ФБУ за спробу підкупу гравця юнацької збірної України (U-16) під час розіграшу Євробаскету в Дивізіоні B. Наступного року знову потрапив у скандал. Цього разу МВС Білорусі затримало українського баскетболіста за підкуп гравців та членів тренерського штабу клубів чемпіонату Білорусі.